# Goianira (ort)
Goianira är en ort i Brasilien.   Den ligger i kommunen Goianira och delstaten Goiás, i den centrala delen av landet, 180 km väster om huvudstaden Brasília. Goianira ligger 760 meter över havet och antalet invånare är 22 822.
Terrängen runt Goianira är platt. Runt Goianira är det tätbefolkat, med 849 invånare per kvadratkilometer.. Närmaste större samhälle är Trindade, 18,3 km söder om Goianira. 
Omgivningarna runt Goianira är huvudsakligen savann.